# Conservatorio Francesco Cilea
Il conservatorio di musica Francesco Cilea è un'istituzione statale italiana di alta formazione musicale con sede a Reggio Calabria e intitolata a Francesco Cilea.

## Storia
Il conservatorio nacque grazie alla precedente opera svolta dal liceo musicale di Reggio Calabria, scuola privata fondata nel 1927 da Giuseppe Scopelliti. Nel 1964 il conservatorio fu istituito come sezione staccata del conservatorio di San Pietro a Majella di Napoli; dopo quattro anni ottenne l'autonomia divenendo conservatorio di musica di Stato di Reggio Calabria, intitolato a Francesco Cilea, avente sezioni staccate a Messina (conservatorio Arcangelo Corelli) e Vibo Valentia (conservatorio Fausto Torrefranca), divenute poi autonome.

## Struttura
Il conservatorio è organizzato nei seguenti dipartimenti:
- Analisi, composizione, direzione e teoria
- Canto e teatro musicale
- Didattica della musica e dello strumento
- Discipline interpretative d'insieme
- Discipline teoriche e musicologiche
- Nuove tecnologie e linguaggi musicali
- Ottoni e percussioni
- Strumenti ad arco e a corda
- Strumenti a fiato (legni)
- Tastiere

La struttura dispone altresì di una biblioteca e di un auditorium dotato di un organo a trasmissione meccanica.